# Pyrausta rubritinctalis
Pyrausta rubritinctalis is een vlinder van de familie van de grasmotten (Crambidae). De wetenschappelijke naam van deze soort is voor het eerst voorgesteld als Syllythria rubritinctalis door William Warren in een publicatie uit 1895.
De soort komt voor in India (Meghalaya).